# Rudolph von Delbrück
Martin Friedrich Rudolph von Delbrück (né le 16 avril 1817 à Berlin et décédé le 1er février 1903 au même endroit) est un homme politique prussien et allemand.

## Biographie

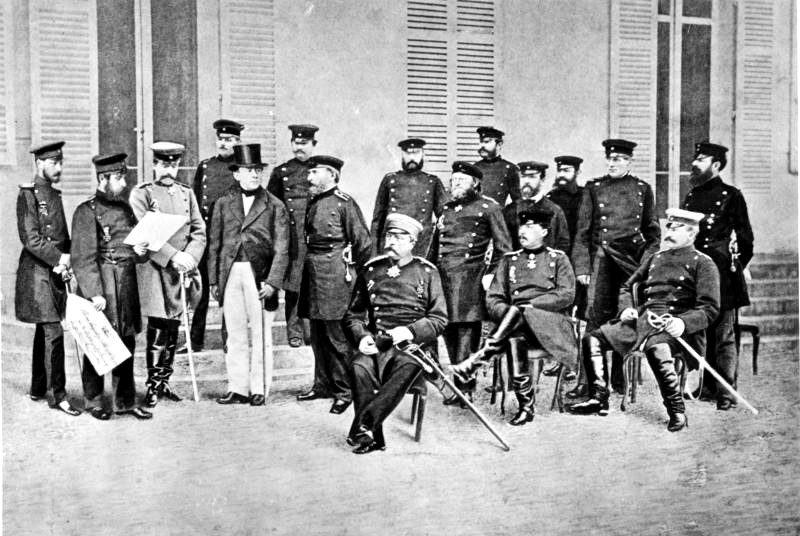
Delbrück (à gauche avec un cylindre dans la main) en 1871 lors de la Guerre franco-prussienne de 1870, au quartier général prussien à Versailles

Après des études de droit, où il suit notamment les cours de Leopold von Ranke, Delbrück commence en 1837 une carrière dans l'administration prussienne. En 1844, il entre au ministère du commerce, où il devient en 1848 directeur ministériel. Il est partisan du libre échange, c'est d'ailleurs un grand artisan de la Zollverein. Son principal fait d'armes est d'avoir obtenu l'adhésion du Royaume de Hanovre en 1851. Il soutient également le maintien à l'écart de l'Autriche du pacte de libre-échange, afin d'assurer l'hégémonie de la Prusse. Selon lui, la politique libérale doit conduire à une croissance économique soutenue, qui permettra à la Prusse d'étendre sa puissance, le but étant de distancer dans ce domaine l'Autriche. Il doit toutefois signer des accords commerciaux avec l'Autriche en 1853, afin de faire retomber quelque peu la tension. Il conclut des accords semblable avec la France en 1862, la Belgique et l'Italie.
À partir de 1867, Delbrück devient président de l'administration de la chancellerie de la Confédération de l'Allemagne du Nord et sert de bras droit à Bismarck, qu'il représente souvent au parlement. Il fait souvent office d'intermédiaire entre le chancelier et les libéraux. En 1869, il devient ministre.
C'est toujours en tant que représentant de Bismarck qu'en 1870 il mène les négociations avec les États du sud de l'Allemagne qui conduiront à l'unification en 1871. Après la guerre contre la France en 1870/71, il reçoit une dotation de 200 000 Taler pour services rendus. Pour les mêmes raisons il est anobli en 1896.
Avec la fondation de l'empire allemand, il est reconduit dans ses fonctions auprès du chancelier et reste président de l'administration de la chancellerie, allemande cette fois.
Le virage économique que prend Bismarck dans les années 1870, avec plus de protectionnisme et de nationalisation, rencontre la désapprobation de Delbrück qui reste fidèle au libéralisme. Après que le chancelier lui a présenté ses intentions de nationaliser les chemins de fer allemands en 1876, Delbrück décide de démissionner. Cette rupture symbolise les tensions qui se font de plus en plus fortes à l'époque entre Bismarck et les libéraux et mène à la « Kanzlerkrise »de 1876 à 1878.
Après cette rupture, Delbrück se présente aux élections de 1878 en tant que candidat sans étiquette, et est élu à une large majorité dans une circonscription traditionnellement démocrate-libérale. Il reste au Reichstag jusqu'en 1881 et y combat sans succès la politique protectionniste et les lois antisocialistes du chancelier.
Ses mémoires paraissent après sa mort, mais ne racontent sa vie que jusqu'en 1867. C'était un habitué du salon berlinois de la princesse Radziwill, née Castellane.

## Famille
En 1875, Delbrück épouse une femme de la noblesse prussienne, de Poméranie pour être exact. Après la mort de son mari, elle publie ses mémoires, qui sont d'abord restées dans la famille. Delbrück n'a pas eu d'enfant, sa femme avait elle déjà un fils d'un précédent mariage.
Rudolph von Delbrück appartient à une grande famille, qui au XIXe siècle, a possédé quelques postes influents en Prusse. Par exemple son père Friedrich Delbrück (de) et son cousin Adelbert Delbrück (de) ou encore Hans Delbrück.

## Œuvre
- (de) Lebenserinnerungen, 1817–1867, Leipzig, Duncker und Humblot, 1905